# يوكيو جوتو
يوكيو جوتو (باليابانية: 後藤 靱雄)، هو لاعب كرة قدم ياباني سابق كان يلعب كمدافع. سبق له أن لعب مع منتخب اليابان.

## وصلات خارجية
- يوكيو جوتو على موقع ناشيونال فوتبول تيمز (الإنجليزية)

- National Football Teams
- Japan National Football Team Database